# Pooluvapatti
Pooluvapatti (o Puluvapatti) è una suddivisione dell'India, classificata come town panchayat, di 12.403 abitanti, situata nel distretto di Coimbatore, nello stato federato del Tamil Nadu. In base al numero di abitanti la città rientra nella classe IV (da 10.000 a 19.999 persone).

## Geografia fisica
La città è situata a 10° 56' 59 N e 76° 48' 51 E.

## Società

### Evoluzione demografica
Al censimento del 2001 la popolazione di Pooluvapatti assommava a 12.403 persone, delle quali 6.258 maschi e 6.145 femmine. I bambini di età inferiore o uguale ai sei anni assommavano a 1.328, dei quali 676 maschi e 652 femmine. Infine, coloro che erano in grado di saper almeno leggere e scrivere erano 7.432, dei quali 4.185 maschi e 3.247 femmine.